# 佐藤聖也
佐藤 聖也（さとう せいや、1985年4月7日 - ）は日本中央競馬会（JRA）美浦トレーニングセンターに所属していた元騎手。
茨城県出身。実父の佐藤聖は日本中央競馬会所属の厩務員（聖也の所属先と同じ厩舎の所属である）。

## 経歴
2005年、競馬学校騎手課程を21期生として卒業し、JRAの騎手免許を取得して美浦・根本康広厩舎所属騎手としてデビュー。同期には大野拓弥、鮫島良太、小島太一、塚田祥雄らがいる。
初騎乗は同年3月5日、中山競馬第5競走のホクセツコマチで16頭中14着だった。同年4月24日、東京競馬第1競走でエフテーコンコルドに騎乗し、デビュー27戦目で初勝利を挙げた。
2006年7月2日、ラジオNIKKEI賞でリファインドボディに騎乗し重賞競走に初騎乗（6着）。これが唯一の重賞競走での騎乗となった。
2009年12月1日付でフリーとなったが、同日、同じ寮内に住む同僚騎手のスニーカーをリサイクルショップに転売したとして、窃盗の容疑で茨城県警稲敷警察署により逮捕された。このためJRAは日本中央競馬会競馬施行規程第148条第4項により、同日から裁定委員会の議定があるまで騎乗停止処分としたが、その後2010年2月1日に佐藤から騎手免許の取消申請があり、同日付でJRAは騎手免許を取り消した。この騎手免許取消により、裁定委員会からの正式な処分は実施されなかった。